# Ango Sakaguchi
Ango Sakaguchi (坂口 安吾 Sakaguchi Ango), all'anagrafe Heigo Sakaguchi  (坂口 炳五?, Sakaguchi Heigo; 20 ottobre 1906 – 17 febbraio 1955) è stato uno scrittore giapponese.
Il nome Ango gli è stato attribuito nel periodo delle scuole medie da un professore di calligrafia cinese che, riferendosi alla scarsa attenzione con cui seguiva le sue lezioni, gli suggerì di farsi chiamare Ango 暗吾 che significa "poco chiaro con se stesso", anziché Heigo 炳五, il cui primo carattere significa "brillante, luminoso". Seppur scritto in maniera differente, ovvero sostituendo il primo carattere con 安 (che significa "pace, tranquillità"), questo è poi divenuto lo pseudonimo dello scrittore.

## Biografia
(Sakaguchi Ango, Sotto la foresta di ciliegi in fiore, a cura di Maria Teresa Orsi, Venezia, Marsilio, 1993, p. 97)

### Infanzia e giovinezza
Sakaguchi Ango è nato il 20 ottobre del 1906 a Niigata, quinto figlio di Yoshida Asa e Sakaguchi Niichirō, un membro della Dieta appartenente al partito politico conosciuto come Kenseikai (Società costituzionale). La famiglia Sakaguchi, le cui origini risalgono al periodo Tokugawa, era un tempo detentrice di grandi ricchezze, andate assottigliandosi nel corso degli anni. Quando Niichirō assunse il ruolo di capofamiglia, la maggior parte del denaro rimasto venne sperperata per sostenere le sue ambizioni politiche. La madre di Ango, una donna presentata spesso come fredda e ostile, oltre che dei suoi nove figli si occupò delle tre figlie avute da Niichirō con la prima moglie, e di una figlia adottiva. Il padre di Ango, molto impegnato nell'attività politica, passava la maggior parte del tempo a Tokyo, lontano da casa, ed era poco interessato all'educazione dei figli.
Nel 1913 Ango si iscrisse alla scuola elementare di Niigata, dove ottenne buoni risultati scolastici, nonostante lo scarso amore per lo studio. Non si rivelò comunque un grande talento letterario: i suoi risultati in composizione erano scarsi e le sue letture preferite riguardavano attività sportive come il sumō e l'arte marziale ninjutsu, di cui tentava di imitare le mosse.
Aveva l'abitudine di leggere al buio e questo lo portò a soffrire di miopia, tanto che nel 1919, quando si iscrisse alla scuola media di Niigata, non riusciva a mettere a fuoco le scritte alla lavagna neppure dalla prima fila. Il rifiuto della madre di comprargli un nuovo paio di occhiali, dopo che i suoi si erano rotti, lo spinse a cercare pretesti per saltare sempre più spesso le lezioni; venne bocciato e poi nel 1922 espulso da scuola per aver picchiato un insegnante.

### Il distacco da casa e la scoperta della letteratura
A seguito dell'espulsione, il padre lo iscrisse in una scuola media di Tokyo, senza però riuscire a cambiare la sua disaffezione allo studio. Libero da ogni controllo, Ango trascorreva infatti intere giornate nelle sale da caffè, trascurando la frequenza scolastica. La lettura del romanzo Futari no Fukōmono di Hirotsu Kazuo, lo avvicinò per la prima volta alla letteratura. Aspirando a diventare scrittore, iniziò a comporre commedie e waka e a coltivare letture di diversi autori, fra cui Akutagawa Ryūnosuke e Tanizaki Junichirō, sebbene i suoi scrittori preferiti fossero Anton Pavlovich Chekhov e Honoré de Balzac. Forse in seguito all'improvvisa morte del padre nel 1923, sviluppò una profonda devozione religiosa e si dedicò spesso alla meditazione in un tempio zen di Ushigome con l’amico Sawabe.
Dopo la morte del padre la famiglia ereditò un debito di centomila yen e fu costretta nel 1925 a trasferirsi dall'immensa tenuta di Niigata in un modesto palazzo di Tokyo. Diplomatosi alla scuola media, Ango trovò lavoro come insegnante supplente nella scuola elementare Ebara di Shimokitazawa. Gli venne affidata una classe di settanta bambini, un terzo dei quali semianalfabeta, per lo più turbolenti e con un'indole problematica, ed egli, mosso dalla convinzione che non si dovesse forzarli allo studio, ma fosse invece importante valorizzarne i sentimenti più profondi, seppe vedere il buono in loro, apprezzando i pregi di ognuno. Desideroso di mantenere il senso di tranquillità e gioia sperimentato nell'atto di dedicare agli altri la propria esistenza, coltivò un graduale distacco dalle passioni e dai beni materiali e si avvicinò sempre più al mondo naturale. Lo stile di vita fino ad allora condotto gli sembrò falso ed estraneo perché in contrasto con quella che egli riteneva essere la naturale condizione di sofferenza dell'uomo. Assunse quindi la decisione di rinunciare al mestiere di insegnante e di intraprendere la via della verità buddhista.
Nel 1926 si iscrisse all’Università Toyo per studiare filosofia indiana e iniziò a condurre una vita quasi ascetica, dormendo poche ore al giorno e passando tutto il tempo immerso nello studio della filosofia buddhista e delle lingue (sanscrito, pali, tibetano, greco e latino). La mancanza di sonno gli provocò disturbi, come ad esempio allucinazioni uditive, e un esaurimento nervoso che lo condusse a un passo dal suicidio.
Nel 1928 si iscrisse all'Athénée Français, una scuola privata per lo studio del francese, ottenendo brillanti risultati. Due anni dopo conseguì la laurea.

### Produzione e stili letterari

#### Le prime pubblicazioni
Dal 1930 con i colleghi dell'Athénée Francais e un vecchio compagno delle medie, Ango prese parte alla pubblicazione della rivista letteraria Kotoba. Nella rivista, che si occupava principalmente della traduzione e promozione di opere letterarie francesi, videro la luce anche degli inediti dei membri partecipanti, fra cui il primo lavoro di Ango. Pubblicato nel 1931, Kogarashi no sakagura kara (木枯の酒倉から lett. Dalla cantina nella tormenta) era un racconto sperimentale e allegorico, nel quale venivano indicate le due vie per il raggiungimento della verità: quella fondata sul ragionamento e sulla forza dell'immaginazione, rappresentata da un uomo folle e ubriacone, e quella dell'ascesi, simboleggiata da uno yogi.
Nel 1931 la pubblicazione della rivista fu interrotta e successivamente rimpiazzata dalla nuova Aoi Uma, pubblicata dalla Iwanami Shoten grazie all'intervento di uno dei membri, Kuzumaki, nipote dello scrittore Akutagawa Ryūnosuke. Nel primo numero della nuova rivista Ango pubblicò il poema in prosa Furusato ni yosuru sanka (ふるさとに寄する讃歌  lett. Elogio del mio paese natìo) nel quale rievocò con toni lirici i paesaggi della propria infanzia, e successivamente il breve saggio Piero dendōsha (ピエロ伝道者  lett. Pierrot il missionario), e le due traduzioni di Stephane Mallarmé di Valéry e di Erik Satie di Cocteau. Nel giugno dello stesso anno fu dato alle stampe il racconto Kaze hakase (風博士 lett. Il professor Vento), ispirato ai racconti di Edgar Allan Poe e molto lodato dallo scrittore Makino Shin'ichi, e la traduzione di Insomnie di Roger Victrac. Altrettanto elogiato fu il racconto realistico Kurotani mura (黒谷村 lett. Il villaggio di Kurotani), focalizzato sul conflitto tra la ricerca della spiritualità e il desiderio carnale.
Nell'ottobre del 1931 Ango iniziò a scrivere il suo primo racconto lungo, Takeyabu no Ie (竹藪の家 lett. La casa nella canna di bambù) per la rivista Bunka fondata da Makino Shin'ichi, ma non lo portò a termine a causa della sospensione del periodico. Nei suoi primi scritti è evidente l'influenza di Edgar Allan Poe, da cui prese spunto nella creazione del personaggio di un uomo conturbato e in fallimento, le cui azioni esteriori, a tratti inusuali e apparentemente inspiegabili, rivelano un universo interiore non sempre dominato dalla razionalità. In particolare lo stile dello scrittore americano è riscontrabile nei lavori di Ango ispirati al genere teatrale della farsa e nel frequente utilizzo di figure retoriche quali l'onomatopea e l'assonanza. Nel saggio del 1932 Farce ni tsuite (ファースに就いて lett. Sulla farsa), Ango ha rivendicato l'importanza di questo genere per nulla inferiore a commedia e tragedia, ritenendolo il solo in grado di affermare efficacemente l'interezza dell'essere umano nei suoi diversi aspetti, e nella sua complessità fatta di sogni, desideri, rabbia, incongruenze, contraddizioni e piccolezze.

#### Scrittura e amori travagliati
Nel 1932 Sakaguchi Ango decise di trascorrere un po' di tempo a Kyoto dove conobbe la spregiudicata e ambiziosa scrittrice Tsuseko Yada, della quale si innamorò. Ebbe con lei una relazione complicata e destinata a rimanere platonica, dopo la scoperta del suo legame con un altro uomo. Rimasto scosso dalla vicenda, nel periodo successivo Ango scrisse ben poco, producendo nel corso del 1933 solo due saggi, Yama no kifujin (山の貴婦人 lett. La donna della montagna) e Dosutoefusukii to Baruzakku (ドストエフスキーとバルザック Dostoevsky e Balzac). Con l'intenzione di dimenticare Yada, fece ritorno a Tokyo dove iniziò la frequentazione sessuale di una donna di nome O-Yasu, proprietaria di un bar di Kamata. La futilità di quel periodo, in cui visse per lo più da solo e faticò a mantenersi a causa delle sue scarse pubblicazioni, fu descritta nella storia breve Izuko e (いづこへ lett. Verso che luogo?) del 1946.
Dopo aver definitivamente tagliato i ponti con Yada, Ango si decise a "seppellire nella tomba" il ricordo della donna e per questo iniziò la stesura di Fubuki monogatari (吹雪物語 lett. La tormenta), un epitaffio per l'amata e nello stesso tempo l'amara constatazione della vacuità della realtà e dell'inconsistenza dei sogni quale mezzo in grado di motivare l'esistenza umana. Nel 1937, per terminare quest'opera e allontanarsi da O-Yasu e dal suo stile di vita dissoluto, Ango lasciò Tokyo e si stabilì a Fushimi. Qui, assalito da dubbi e incertezze sulla sua scrittura, trascorse molte notti ubriacandosi e giocando a go, cercando di distrarsi dal senso di colpa provocatogli dalla scarsa produttività letteraria, e concluse il libro solo il 31 maggio del 1938. Il manoscritto, redatto come punto di arrivo di una fase sofferta della sua vita, costituisce uno scritto per lo più discontinuo e incomprensibile, senza una trama definita, ricco di lunghi dialoghi astratti e privo di qualsiasi tentativo di coinvolgere il lettore. Per tali ragioni vendette un numero esiguo di copie, rimanendo un'opera ai margini della sua produzione.

#### Vita sregolata ed eterogeneità letteraria
Dal 1938, grazie all'amicizia con il poeta Miyoshi Tatsuji, scrisse per la rivista Buntai e nel dicembre dello stesso anno pubblicò il racconto Kanzan (閑山). Con questo racconto, diverso dall'opera precedente poiché completamente privo di elementi autobiografici e di riferimenti a fatti reali, Ango tentò di distaccarsi dalle sue vicende personali e di dar voce alla propria fantasia. Per la stesura si rifece allo stile tipico dei setsuwa, una forma di narrativa buddhista caratterizzata da un largo uso di terminologia zen e di uno humor grottesco, oltre che dall'alternanza di elementi comici e tragici.
L'anno successivo pubblicò i racconti Murasaki dainagon (紫大納言 lett. Il Gran Consigliere Murasaki) e Benkyōki (勉強記 lett. Un resoconto dei miei studi), e i due saggi Kagerōdangi (かげろふ談義 lett. Discorsi frivoli) e Chaban ni yosete (茶番に寄せて lett. Riguardo alla farsa).
Impossibilitato a mantenersi a Tokyo a causa degli scarsa disponibilità economica, a maggio del 1939 si trasferì nella città di Toride nella prefettura di Ibaraki, dove rimase per circa nove mesi, fino a gennaio del 1940, scrivendo solamente la storia breve Sōridaijin ga moratta tegami no hanashi (総理大臣がもらった手紙の話 lett. La storia della lettera ricevuta dal Primo Ministro) e il saggio Daigo no sato (醍醐の里 lett. Il villaggio di Daigo).
A gennaio del 1940 si trasferì a Odawara, in una piccola casa vicino al fiume Haya, adottando dei precisi ritmi di lavoro: sveglia ogni mattina alle cinque per scrivere, senza toccare cibo fino a mezzogiorno. Ango spiegò come l'alternanza fra indolenza e produttività che caratterizzava la sua vita, fosse governata, come la sua attività letteraria, da due diversi cicli: quello in cui prevalevano delusione e disperazione, ispiratore di opere in grado di spiegare la natura umana, e l'altro in cui scriveva storie di finzione. A suo parere solo l'unione di questi due cicli poteva consentirgli di creare un'opera degna di nota. Dopo il trasferimento a Toride, lo scrittore si dedicò allo studio di testi cristiani, evento che raccontò nella breve opera autobiografica del 1940, Shinozasa no kage no kao (篠笹の陰の顔 lett. Il volto dietro il cespuglio di bambù). La descrizione dei martirii lo impressionò a tal punto da fargli comporre nello stesso anno l'opera Inochi-gake (イノチガケ lett. A rischio della vita), incentrata sul racconto del martirio sanguinoso che si consumò in Giappone nel periodo Tokugawa. La stessa tematica viene affrontata in Shimabara no ran zakki (島原の乱雑記 lett. Note varie sulla ribellione di Shimabara) del 1941 e in Waga chi o ou hitobito (わが血を追ふ人々 lett. Persone che cercano lo spargimento del proprio sangue) del 1946.
Alla fine del 1940, dopo aver fatto ritorno a Tokyo, Ango iniziò la collaborazione con la rivista Gendai Bungaku (現代文学 lett: Letteratura contemporanea), curata dai critici Ōi Hirosuke, Sugiyama Hideki e Hirano Ken, per cui scrisse numerosi saggi e racconti. Fra questi vi è il saggio breve Bungaku no furusato (文学のふるさと lett. Il paese d'origine della letteratura), scritto nel 1941, nel quale nomina quattro opere che, a suo parere, racchiudono l'essenza della solitudine assoluta che contraddistingue l'esistenza umana: Cappuccetto Rosso di Charles Perrault, Onigawara, appartenente al repertorio del kyōgen, una delle note di Akutagawa Ryūnosuke e la sesta storia dell'Ise Monogatari. Ancora sulla solitudine è il saggio del 1942, Seishunron (青春論 lett. Sulla giovinezza), nel quale sostenne il valore ambivalente di questa condizione e sentimento umano: da un lato fonte di disprezzo e di maledizione, dall'altro condizione necessaria della realtà umana.

#### Ango e lanikutai bungaku
Ango viene considerato membro di un gruppo di scrittori emerso dopo il secondo conflitto mondiale e conosciuto come Burai-ha, che comprendeva nomi come Dazai Osamu, Tamura Taijirō, Oda Sakunosuke, Ishikawa Jun, Tanaka Hidemitsu, Dan Kazuo. Sconosciuti nei circoli letterari prima della guerra, divennero noti come portatori di una nuova forma di letteratura chiamata nikutai bungaku (lett. letteratura della carne), basata sulla rappresentazione del desiderio carnale e sulla convinzione che la salvezza e la liberazione dalle sofferenze potessero essere ottenute attraverso le relazioni sessuali. Poiché ritenevano che lo scopo ultimo della letteratura fosse afferrare la verità della natura umana e poiché il corpo ne costituiva, a loro avviso, la componente fondamentale, i temi sviluppati da questi autori erano apertamente opposti all'ideologia del governo nazionalista. Secondo quest'ultima, infatti, la ragione e i valori dello spirito andavano completamente disgiunti dai desideri della carne, da reprimere in quanto fonte di perdizione e trasformazione dell'uomo in bestia. Al contrario, per Ango il corpo diviene il luogo in cui si forgia l'identità individuale, è dotato di un potere destabilizzante. La sua concezione di nikutai bungaku va ben oltre la mera rappresentazione degli istinti della carne, e si riflette nel desiderio che il Giappone divenga una nazione fondata da un popolo sano, libero nella vita e nello spirito e non sottoposto ad un rigido regime nazionalista o al dominio di forze occupanti. Secondo lo scrittore reprimere la propria libertà e i propri desideri a favore della razionalità conduce ad una forma mentis statica e stagnante: questo è ciò che sarebbe accaduto al popolo giapponese, costretto in un sistema di scelte limitate e di moderazione, quando non di oppressione, sia fisica che mentale. Il tema della liberazione del popolo giapponese è presente in particolar modo nei saggi politici composti a ridosso della guerra, mentre nei racconti del dopoguerra prevale l'esaltazione della sessualità e del desiderio carnale come via di conoscenza della natura umana.

#### I saggi politici
A marzo del 1942, dopo l'inizio della Guerra del Pacifico, Ango scrisse un saggio intitolato Nihon bunka shikan (日本文化私観 lett. La mia visione della cultura giapponese), un'opera considerata anacronistica in quanto pone la volontà dei singoli in posizione di superiorità rispetto alla figura imperiale, in un periodo in cui erano esaltate le idee di conformismo e unità nazionale. Il titolo del saggio riprende, a mo' di critica, l'omonima opera dell'architetto tedesco Bruno Taut, in cui veniva sottolineata l'unicità e la particolarità della cultura nipponica, simbolo di una nazione coesa, basata su un sistema di valori condiviso e non su singole individualità, e lodata l'estetica di luoghi nei quali - a detta di Ango - la maggior parte dei giapponesi non aveva quasi mai occasione di recarsi. Ango, nel suo saggio, mette in discussione concetti tradizionali quali le idee di eleganza, fredda estetica e relazioni interpersonali distaccate, e vi contrappone il valore di ciò che è realmente necessario, a discapito di inutili ornamenti e abbellimenti. Egli rivolge tali considerazioni sia ad aspetti della vita quotidiana, lodando ad esempio l'importanza di infrastrutture e costruzioni funzionali per la sopravvivenza umana, come le fabbriche, le strade e i penitenziari, contrapposte alla scarsa utilità dei templi e delle immagini buddhiste, sia allo stile letterario. Quest'ultimo, a suo parere, avrebbe dovuto assolvere la funzione di comunicare l'essenziale, mettendo al bando espressioni retoriche e ampollose.
Terminata la Guerra del Pacifico, che aveva lasciato il Giappone sconfitto in balia dell'occupazione delle forze alleate e Tokyo invasa di macerie e schiava del mercato nero e della prostituzione, nel 1946 Ango pubblicò sulla rivista Shinchō il saggio Darakuron (堕落論 lett. Saggio sulla decadenza), un appello rivolto alla ricerca e all'affermazione dell'identità individuale, contro le norme sociali e l'autorità. La parola 'decadenza' è intesa nel senso di corruzione dei valori morali tradizionali, ritenuti fondati su strutture sociali artefatte. La via di uscita di fronte a questo stato di cose, la ricerca della salvezza, è indicata da Ango nella riscoperta delle pulsioni e degli istinti corporali che ci caratterizzano in quanto esseri umani. L'allontanamento da norme prestabilite e la conquista di una maggior coerenza nei confronti della propria coscienza e dei propri valori, viene ritenuta l'unico mezzo per raggiungere la parte più profonda di sé.

#### I racconti del dopoguerra
Due mesi dopo l'uscita di Darakuron, Ango pubblicò un racconto intitolato Hakuchi (白痴 lett. L'idiota), una storia ambientata nella Tokyo del dopoguerra stremata e allo sbando, in cui gli uomini si sono ridotti alla stregua di bestie. Il protagonista dell'opera è emarginato dalla società in quanto intellettuale, incapace di adattarsi allo stile di vita dominante, e schiacciato dalla burocrazia e dalla mediocrità. Nel corso del racconto viene delineato il processo attraverso cui il protagonista arriva ad accettare appieno la parte più oscura di sé, attraverso la relazione con una donna interessata unicamente al soddisfacimento dei sensi, e al contempo ad affrontare le difficoltà che caratterizzano la sua condizione.
Dopo quest'opera Ango iniziò una serie di pubblicazioni che rientrano nel genere della nikutai bungaku, in particolare inerenti al rapporto tra uomo e donna e allo sdoganamento della sessualità, con racconti come Gaitō to aozora (外套と青空 lett. Il cappotto e il cielo azzurro) e Jotai (女体 lett. Corpo di donna) del 1946 e Koi o shi ni iku (恋をしに行く lett. Vado a far l'amore) e Watakushi wa umi o dakishimete itai (私は海を抱きしめてゐたい lett. Vorrei stringere il mare tra le braccia) del 1947. Incentrato sulla tematica del corpo è anche il saggio パンパンガール Panpan Girl del 1947, in cui descrive le prostitute giapponesi come donne intelligenti dotate di uno spirito libero e afferma che queste caratteristiche possono essere una fonte di arricchimento culturale per il Giappone.
Nel 1947 riprese il genere fantastico con il racconto Sakura no mori no mankai no shita (桜の森の満開の下 lett. Sotto la foresta di ciliegi in fiore), pubblicato nella rivista Nikutai, in cui viene valorizzata la tematica della solitudine "assoluta", ovvero l'idea secondo cui l'unico modo per trovare sollievo è immergersi totalmente nella solitudine e accettare interamente la propria condizione. Nello stesso anno iniziò una relazione con Kaji Michiyo, conosciuta in un bar di Shinjuku, che in seguito diventerà sua moglie. La convivenza con la donna influenzò in parte anche la sua produzione e portò alla pubblicazione per il settimanale Shūkan Asashi del racconto realistico Aooni no fundoshi o arau onna (青鬼の褌を洗う女 lett. La donna che lava il perizoma di un orco verde), i cui protagonisti rappresentano per l'autore un ideale di coppia in cui entrambi i partner mettono in scena la sua concezione di solitudine, pensando unicamente ai propri interessi e compiacendosi a vicenda solo per ottenere in cambio dei benefici. In questo periodo scrisse anche la storia poliziesca Furenzoku satsujin jiken (不連続殺人事件 lett. Omicidi fuori contesto) per la rivista Nihon Shōsetsu, con cui vince il Mystery Writers of Japan Award nel 1949. La pubblicazione di storie poliziesche proseguì fino al 1952 con la serie Meiji kaika Ango torimono-chō (明治開化安吾捕物帖 lett. L'illuminazione Meiji: appunti polizieschi di Ango) sulla rivista Shōsetsu Shinchō.

#### Problemi psichiatrici e ultimi scritti
Vista la grande popolarità raggiunta, diversi editori gli richiesero di produrre nuovi testi. Per far fronte alla pressione e all'immensa mole di lavoro, Ango iniziò ad assumere stimolanti per rimanere sveglio e successivamente a bere alcolici, mangiare cioccolato e prendere sonniferi per alleviare l'insonnia causatagli dagli stimolanti, finendo per divenirne dipendente. Conscio delle condizioni precarie della sua salute, iniziò a rifiutare i lavori commissionatigli per concentrarsi sulla stesura di un romanzo, ma l'assunzione di una dose eccessiva di medicinali per l'insonnia gli provocò terribili allucinazioni, rendendo vano ogni tentativo di concentrazione. Dal febbraio all'aprile del 1949 fu ricoverato nel reparto di psichiatria dell'Ospedale dell'Università di Tokyo (poi lasciato, contrariamente al parere dei medici) dove gli venne diagnosticata una grave forma di depressione.
Ripresosi dopo una crisi da overdose di sonniferi, da maggio del 1950 a gennaio del 1951 scrisse per la rivista Shinchō una serie di saggi con il titolo riassuntivo di Waga jinseikan (わが人生観 lett. La mia visione della vita). Nel primo di questi confessò di aver spinto la moglie ad abortire perché, convinto della propria sterilità, pensava di essere stato tradito. Dalla fine del 1950 compose dei saggi per la rivista Bungei Shunjū intitolati Ango kōdan (安吾巷談 lett. Discorsi di Ango), una serie di commenti polemici e anticonvenzionali su fatti di cronaca e personaggi del momento, che trattano anche di realtà scomode e strati emarginati della popolazione di Tokyo. Nello stesso periodo venne scelto come membro della giuria per il Premio Akutagawa, ruolo che ricoprì fino al 1954.
Nel 1951 visitò Takayama nella prefettura di Gifu per raccogliere informazioni utili alla stesura di Ango shin Nihon chiri (安吾新日本地理 lett. La geografia del nuovo Giappone visto da Ango) e rimase così colpito dalle statue prodotte dagli artigiani della regione di Hida, in particolare quelle dei templi di Dayōji e Kokubunji, da parlarne nel breve racconto del 1952 Yonaga hime to Mimio (夜長姫と耳男 lett. La principessa Yonaga e Mimio), un connubio di fantastico e grottesco che tratta del rapporto fra arte e morte.
Da ottobre del 1952 a marzo del 1953 pubblicò a puntate il romanzo Nobunaga (信長) sulla rivista Yūkan Shin-Ōsaka, in cui descrisse la figura di Oda Nobunaga, il primo grande unificatore del Giappone, di cui aveva già parlato nei racconti Teppō (鉄砲 lett. Pistole) del 1944 e Oda Nobunaga (織田信長) del 1948.
Il 17 febbraio del 1955, subito dopo essersi recato a Kōchi per svolgere le ricerche necessarie alla stesura di Ango shin Nihon fudoki (安吾新日本風土記 lett. Registrazioni topografiche del nuovo Giappone di Ango), morì di emorragia cerebrale, all'età di 48 anni.

## Opere

### Racconti e scritti brevi
- 1931 木枯の酒倉から Kogarashi no sakagura kara (lett. Dalla cantina nella tormenta)
- 1931 ふるさとに寄する讃歌 Furusato ni yosuru sanka (lett. Elogio del mio paese)
- 1931 風博士 Kaze hakase (lett. Il professor Vento)
- 1931 黒谷村 Kurotani mura (lett. Il villaggio di Kurotani)
- 1931 竹藪の家 Takeyabu no Ie (lett. La casa nella canna di bambù)
- 1935 金談にからまる詩的要素の神秘性に就て Kindan ni karamaru shiteki yōso no shinpisei ni tsuite (lett. Sul mistero degli elementi poetici riguardanti una richiesta di prestito)
- 1938 閑山 Kanzan
- 1939 紫大納言 Murasaki dainagon (lett. Il Gran Consigliere Murasaki)
- 1939 勉強記 Benkyōki (lett. Un resoconto dei miei studi)
- 1939 総理大臣がもらった手紙の話 Sōridaijin ga moratta tegami no hanashi (lett. La storia della lettera ricevuta dal Primo Ministro)
- 1940 篠笹の陰の顔 Shinozasa no kage no kao (lett. Il volto dietro il cespuglio di bambù)
- 1940 イノチガケ Inochi-gake (lett. A rischio della vita)
- 1941 島原の乱雑記 Shimabara no ran zakki (lett. Note varie sulla ribellione di Shimabara)
- 1944 鉄砲 Teppō (lett. Pistole)
- 1946 わが血を追ふ人々 Waga chi o ou hitobito (lett. Persone che cercano lo spargimento del proprio sangue)
- 1946 いづこへ Izuko e (lett. Verso che luogo?)
- 1946 白痴 Hakuchi (lett. L'idiota)
- 1946 石の思い Ishi no Omoi (lett. Pensieri di pietra)
- 1946 外套と青空 Gaitō to aozora (lett. Il cappotto e il cielo azzurro)
- 1946 女体 Jotai (lett. Corpo di donna)
- 1947 風と光と二十の私と Kaze to hikari to nijū no watashi (lett. Vento e luce nei miei vent'anni)
- 1947 二十七歳 Nijūshichisai (lett. Ventisette anni)
- 1947 恋をしに行く Koi o shi ni iku (lett. Vado a far l'amore)
- 1947 私は海を抱きしめてゐたい Watakushi wa umi o dakishimete itai (lett. Vorrei stringere il mare tra le braccia)
- 1947 桜の森の満開の下Sakura no mori no mankai no shita.
  -  Sotto la foresta di ciliegi in fiore, traduzione di Maria Teresa Orsi, Venezia, Marsilio, 1993, OCLC 797899179.

- 1947 青鬼の褌を洗う女 Aooni no fundoshi o arau onna (lett. La donna che lava il perizoma di un orco verde)
- 1947 不連続殺人事件 Furenzoku satsujin jiken (lett. Omicidi fuori contesto)
- 1948 織田信長 Oda Nobunaga
- 1949 日月様 Nichigetsu sama (lett. Signor Soleluna)
- 1950 街はふるさと Machi wa furusato (lett. La strada, il mio paese)
- 1950 安吾捕物帖 Ango torimonochō (lett. I torimonochō di Ango)
- 1950-52 治開化安吾捕物帖 Meiji kaika Ango torimono-chō (lett. L'illuminazione Meiji: appunti polizieschi di Ango)
- 1952 夜長姫と耳男 Yonaga hime to Mimio (lett. La principessa Yonaga e Mimio)

### Romanzi
- 1938 吹雪物語 Fubuki monogatari (lett. La tormenta)
- 1947 不連続殺人事件 Furenzoku satsujin jiken (lett. Delitti scoordinati)
- 1950 肝臓先生 Kanzō Sensei (lett. Dottor Fegato)
- 1953 信長 Nobunaga

### Saggi
- 1931 ピエロ伝道者 Piero dendōsha (lett. Pierrot il missionario)
- 1932 ファースに就いて Faasu ni tsuite (lett. Sulla farsa)
- 1933 山の貴婦人 Yama no kifujin (lett. La donna della montagna)
- 1933 ドストエフスキーとバルザック Dosutoefusukii to Baruzakku (Dostoevsky e Balzac)
- 1939 かげろふ談義 Kagerōdangi (lett. Discorsi frivoli)
- 1939 茶番に寄せて Chaban ni yosete (lett. Riguardo alla farsa)
- 1939 醍醐の里 Daigo no sato (lett. Il villaggio di Daigo)
- 1941 文学のふるさと Bungaku no furusato (lett. Il paese d'origine della letteratura)
- 1942 青春論 Seishunron (lett. Sulla giovinezza)
- 1942 日本文化私観 Nihon bunka shikan (lett. La mia visione della cultura giapponese)
- 1946 堕落論 Darakuron (lett. Saggio sulla decadenza)
- 1947 パンパンガール Panpan Girl
- 1950-51 わが人生観 Waga jinseikan (lett. La mia visione della vita)
- 1950 安吾巷談 Ango kōdan (lett. Discorsi di Ango):
- 1951 安吾新日本地理 Ango shin Nihon chiri (lett. La geografia del nuovo Giappone visto da Ango)
- 1951 安吾人生案内 Ango jinsei annai (lett. La guida di Ango per la vita)
- 1952 安吾行状日記 Ango gyōjo nikki (lett. Diario di comportamento di Ango)
- 1952 安吾師団 Ango shidan (lett. Resoconti storici di Ango)
- 1955 安吾新日本風土記 Ango shin Nihon fudoki (lett. Registrazioni topografiche del nuovo Giappone di Ango)
- 1951 戦後文章論 Sengo Bunshō Ron (lett. Sulla prosa dopo la Guerra)

## Trasposizioni Audiovisive

### Film
- Dr. Akagi, film del 1998 diretto da Imamura Shōhei tratto dal romanzo Kanzō Sensei (lett: Dottor Fegato) del 1950.[67] Versione italiana 2009.[68]

### Animazione
- Episodi 5 e 6 della serie animata Aoi Bungaku del 2009, adattati dal racconto Sakura no mori no mankai no shita (lett. Sotto la foresta di ciliegi in fiore) del 1947.[69]
- Un-Go, serie animata del 2011, adattata dai racconti polizieschi Meiji kaika Ango torimono-chō (lett. L'illuminazione Meiji: appunti polizieschi di Ango) del 1950-52.[70]